# Нефелін
Нефелін (англ. nepheline; нім. Nephelin (m); рос. нефелин; від грец. νεφέλη — хмара), або ж елеолі́т — породотвірний мінерал групи фельдшпатоїдів, класу силікатів, підкласу каркасних силікатів. Алюмосилікат натрію і калію каркасної будови. При розкладанні утворює пластинчастий кремнезем.
Синонім — елеоліт («масляний камінь»), різновид нефеліну — псевдосоміт.

## Етимологія та історія
Нефелін вперше був виявлений на стародавньому вулкані, розташованому на півдні Італії Монте Сомма, хребті вулканічного комплексу Сомма-Везувій у південно-західній італійській області Кампанія. Перший опис був у 1801 році французьким мінералогом і кристалографом Рене-Жуст Гаюй, який назвав мінерал на честь грецького слова νεφέλη Nephele, що означає «хмара». Назва посилається на властивість мінералу утворювати випадаючі хмари кремнезему, коли він розкладається в сильних кислотах.

## Загальний опис
Хімічна формула:
1. За Є. Лазаренком: KNa3[AlSiO4]4.
2. За «Fleischer's Glossary» (2004)[7]: (Na, K) Al[SiO4]. Середній склад (ваг. %): Na2O — 16, Al2O3 — 33, K2O — 5-6 (до 12); SiO2 — 42. Домішки Са, Mg, Ti, Be, Rb, Ga.

Сингонія гексагональна. Спайності не має.
Утворює зернисті, іноді масивні агрегати, суцільні маси, окремі ідіоморфні кристали.
Густина 2,6.
Твердість 6.
Безбарвний або сірий з відтінками.
Блиск скляний, на зламі жирний.
Злам раковистий. Крихкий.
Утворюється при магматичних процесах і входить до складу багатьох лужних недонасичених SiO2 порід, особливо в магматитах, плутонітах, дайкових і ефузивних гірських породах. Нестійкий, заміщується цеолітами, канкринітом, содалітом, на земній поверхні вивітрюється і переходить у каолініт, карбонати.
Супутні мінерали: хлоантит, рамельсберґіт, анабергіт, шмальтин, сафлорит, барит, ґаленіт.
Асоціація: калійний польовий шпат, плагіоклаз, натрієві піроксени, натрієві амфіболи, лейцит, олівін, авгіт, діопсид.
Розповсюдження: Шварцвальд, Тюрингія (ФРН), Штирія (Австрія), Тува, Зах. Сибір (РФ), пров. Онтаріо (Канада). На Кольському півострові виявлені помітні виходи нефеліновмісних порід; знайдений у Норвегії та Південній Африці; в Лічфілді, в штатах Мен, Арканзас, Нью-Джерсі, США. Сієніти, знайдені поблизу Бенкрофта, Онтаріо, містять великі родовища нефеліну високої чистоти.
Є в межах Українського щита, у Приазов'ї, на Волині. Перспективна алюмінієва руда; використовують у хімічній промисловості. Збагачується флотацією.

## Різновиди
Розрізняють:
- нефелінгідрат (лембергіт);
- нефелін каліїстий (різновид нефеліну, який містить до 12 % K2O);
- нефелін літіїстий (застаріла назва евкриптиту — ортосилікату літію і алюмінію);
- нефелін-ортоклаз (псевдоморфози альбіту, ортоклазу й нефеліну по лейциту).

## Використання
Нефелінові руди — комплексна сировина у виробництві глинозему, цементу, соди, поташу та сульфату калію. Відомо також про використання нефеліну у виробництві коагулянтів для очищення питної та стічних вод. В металургії нефелін використовують в якості розріджувача металургійних шлаків або для часткової заміни плавикового шпату при виплавленні сталі в конверторах. Перспективне використання нефелінових порід в скляній та керамічній галузях промисловості.